# توشمیشت
توشمیشت (به لاتین: Tushemisht) یک منطقهٔ مسکونی در آلبانی است که در شهرستان کورچه واقع شده‌است.